# Bolesław Wasylewski
Bolesław Wasylewski (ur. 27 sierpnia 1907 we Lwowie, zm. 23 sierpnia 1944 w Warszawie) – polski dziennikarz, w czasie okupacji członek organizacji bojowej „Warszawianka”.

## Życiorys
Absolwent Uniwersytetu im. Jana Kazimierza we Lwowie. Po ukończeniu studiów mieszkał w Warszawie gdzie redagował wydawnictwa piłsudczykowskiej „Organizacji pracy obywatelskiej młodzieży – Straż Przednia”. Od 1936 r., był profesorem w Gimnazjum i Liceum im. Joachima Lelewela przy ulicy Złotej 60 w Warszawie, jednocześnie redagując i wydając miesięcznik „W młodych oczach”.
Po wybuchu II wojny światowej organizował tajne nauczanie we własnym mieszkaniu przy ul. Złotej 35, gdzie również miały miejsca spotkania zespołu redakcyjnego prowadzonych przez niego wydawnictw konspiracyjnych: „Nakazy” i wydawnictwa Komitetu Bezpieczeństwa Warszawy – „W Warszawie alarm trwa”. Współpracował z podziemnymi pismami „Naród”, „Reforma” i „Rzeczpospolita Polska”. Był członkiem organizacji bojowej „Warszawianka”, oraz formacji „Unia” włączonej w 1942 r., do Stronnictwa Pracy, w których prowadził prace nad zagadnieniami oświaty i środków masowego przekazu w wolnej Polsce.
W czasie Powstania Warszawskiego był redaktorem w organie prasowym Delegatury Rządu na Kraj – „Rzeczpospolita Polska”, oraz „Kurierze Stołecznym”, będącym dziennikiem powstańczym Stronnictwa Pracy.
Bolesław Wasylewski zginął śmiercią tragiczną, trafiony odłamkiem granatu w serce na placu Napoleona w Warszawie (obecnie Plac Powstańców Warszawy), dnia 23 sierpnia 1944 r. Pozostawił żonę Helenę Wasylewską−Fierich (1914−2003),działającą w powstańczej służbie sanitariuszek, a także siedmioletniego syna Andrzeja.
Pochowany na Cmentarzu Wojskowym na Powązkach – kwatera: A23, nr rzędu: 1, nr grobu: 8.

## Rodzina
Bolesław Wasylewski był synem Bolesława i Jadwigi ze Starklów, wnukiem pisarza Juliusza Starkla. Posiadał liczne rodzeństwo, starszego brata, dziennikarza i eseistę  Stanisława Wasylewskiego (1885 – 1953), a także trzy siostry, Jadwigę Wasylewska−Maiss−Wierzbicką (1889 – 1974), Anielę Wasylewską (1892 – 1986) i Halinę Wasylewską−Krańską (1906 – 1990). Żoną Bolesława była Helena Wasylewska–Fierich (1914 – 2003), z którą miał syna Andrzeja Wasylewskiego (1937), reżysera, scenarzystę i operatora filmów dokumentalnych oraz spektakli Teatru Telewizji, publicystę i popularyzatora muzyki jazzowej, autora książek o jazzie.